# Irish Masters 1991
Das Benson & Hedges Irish Masters 1991 war ein Snooker-Turnier im Rahmen der Snooker Main Tour der Saison 1990/91. Das Einladungsturnier wurde vom 2. bis 7. April in Kill ausgetragen. Es war die 14. Ausgabe des Turniers in der Goffs-Arena vor den Toren der irischen Hauptstadt Dublin.
Steve Davis hatte 1990 das Turnier gewonnen. Zweimal zuvor hatte er bereits zwei aufeinander folgende Ausgaben gewonnen, auch diesmal erreichte er wieder ein zweites Mal das Finale. Dort besiegte er seinen Landsmann John Parrott mit 9:5 und holte sich seinen 6. Irish-Masters-Titel. Damit hatte er doppelt so viele Siege wie der zweiterfolgreichste Spieler Terry Griffiths.

## Preisgeld
Nach dem deutlichen Anstieg der Preisgeldsumme im Vorjahr ging es in diesem Jahr wieder leicht zurück: 6.000 £ wurden weniger verteilt als 1990. In Runde 1 machte es nur 100 £ aus, für den Sieger und den unterlegenen Finalgegner reduzierte sich die Prämie um 1.000 £ bzw. 1.400 £.
| Platzierung    | Preisgeld |
| -------------- | --------- |
| Sieger         | 36.000 £  |
| Finale         | 21.600 £  |
| Halbfinale     | 14.400 £  |
| Viertelfinale  | 8.100 £   |
| Runde 1        | 5.400 £   |
| Höchstes Break | 3.600 £   |
| Insgesamt      | 144.000 £ |

## Finalrunde
Bei dem Turnier traten die ersten 10 der Weltrangliste an. Als 11. Spieler wurde Nigel Bond eingeladen, ein Nachwuchstalent in seinem zweiten Profijahr. Schließlich ging auch nach drei Jahren wieder ein Platz an einen Spieler aus der Republik Irland, an den in Dublin beheimateten Profitourneuling Ken Doherty. In Runde 1 traten die Spieler ab Platz 5 gegeneinander an. Die Gewinner spielten anschließend gegen die Top 4, die für die zweite Runde gesetzt waren. Das Turnier begann im Modus Best of 9, im Halbfinale wurde erhöht auf Best of 11. Im Finale benötigte man dann 9 Frames zum Sieg (Best of 17).
|  | Runde 1 (Best of 9) | Runde 1 (Best of 9) | Runde 1 (Best of 9) |    |               | Viertelfinale (Best of 9) | Viertelfinale (Best of 9) | Viertelfinale (Best of 9) |   |              | Halbfinale (Best of 11) | Halbfinale (Best of 11) | Halbfinale (Best of 11) |  |  | Finale (Best of 17) | Finale (Best of 17) | Finale (Best of 17) |
|  |                     |                     |                     |    |               |                           |                           |                           |   |              |                         |                         |                         |  |  |                     |                     |                     |
|  |                     |                     |                     |    |               | 1                         | Steve Davis               | 5                         |   |              |                         |                         |                         |  |  |                     |                     |                     |
|  | 8                   | Dean Reynolds       | 2                   |    |               | 1                         | Steve Davis               | 5                         |   |              |                         |                         |                         |  |  |                     |                     |                     |
|  | 8                   | Dean Reynolds       | 2                   | 9  | Steve James   | 3                         |                           |                           |   |              |                         |                         |                         |  |  |                     |                     |                     |
|  | 9                   | Steve James         | 5                   | 9  | Steve James   | 3                         |                           |                           | 1 | Steve Davis  | 6                       |                         |                         |  |  |                     |                     |                     |
|  | 9                   | Steve James         | 5                   |    |               |                           |                           |                           | 1 | Steve Davis  | 6                       |                         |                         |  |  |                     |                     |                     |
|  |                     |                     |                     |    | 4             | Jimmy White               | 5                         |                           |   |              |                         |                         |                         |  |  |                     |                     |                     |
|  |                     |                     |                     | 4  | 4             | Jimmy White               | 5                         | Jimmy White               | 5 |              |                         |                         |                         |  |  |                     |                     |                     |
|  | 5                   | Doug Mountjoy       | 4                   | 4  |               |                           |                           | Jimmy White               | 5 |              |                         |                         |                         |  |  |                     |                     |                     |
|  | 5                   | Doug Mountjoy       | 4                   | 12 | Ken Doherty   | 3                         |                           |                           |   |              |                         |                         |                         |  |  |                     |                     |                     |
|  | 12                  | Ken Doherty         | 5                   | 12 | Ken Doherty   | 3                         |                           |                           | 1 | Steve Davis  | 9                       |                         |                         |  |  |                     |                     |                     |
|  | 12                  | Ken Doherty         | 5                   |    |               |                           |                           |                           | 1 | Steve Davis  | 9                       |                         |                         |  |  |                     |                     |                     |
|  |                     |                     |                     |    | 3             | John Parrott              | 5                         |                           |   |              |                         |                         |                         |  |  |                     |                     |                     |
|  |                     |                     |                     | 3  | 3             | John Parrott              | 5                         | John Parrott              | 5 |              |                         |                         |                         |  |  |                     |                     |                     |
|  | 6                   | Terry Griffiths     | 0                   | 3  |               |                           |                           | John Parrott              | 5 |              |                         |                         |                         |  |  |                     |                     |                     |
|  | 6                   | Terry Griffiths     | 0                   | 11 | Nigel Bond    | 3                         |                           |                           |   |              |                         |                         |                         |  |  |                     |                     |                     |
|  | 11                  | Nigel Bond          | 5                   | 11 | Nigel Bond    | 3                         |                           |                           | 3 | John Parrott | 6                       |                         |                         |  |  |                     |                     |                     |
|  | 11                  | Nigel Bond          | 5                   |    |               |                           |                           |                           | 3 | John Parrott | 6                       |                         |                         |  |  |                     |                     |                     |
|  |                     |                     |                     |    | 10            | Dennis Taylor             | 2                         |                           |   |              |                         |                         |                         |  |  |                     |                     |                     |
|  |                     |                     |                     | 2  | 10            | Dennis Taylor             | 2                         | Stephen Hendry            | 2 |              |                         |                         |                         |  |  |                     |                     |                     |
|  | 7                   | Mike Hallett        | 2                   | 2  |               |                           |                           | Stephen Hendry            | 2 |              |                         |                         |                         |  |  |                     |                     |                     |
|  | 7                   | Mike Hallett        | 2                   | 10 | Dennis Taylor | 5                         |                           |                           |   |              |                         |                         |                         |  |  |                     |                     |                     |
|  | 10                  | Dennis Taylor       | 5                   | 10 | Dennis Taylor | 5                         |                           |                           |   |              |                         |                         |                         |  |  |                     |                     |                     |
|  | 10                  | Dennis Taylor       | 5                   |    |               |                           |                           |                           |   |              |                         |                         |                         |  |  |                     |                     |                     |

## Finale
Fünfmal hatte Steve Davis das Turnier in den letzten acht Jahren bereits gewonnen, zuletzt im Vorjahr. John Parrott war zum dritten Mal bei dem Turnier dabei und hatte es erstmals ins Finale geschafft. Während der aktuellen Saison hatte Davis schon drei Endspiele gespielt und alle drei verloren, wohingegen Parrott seine beiden bisherigen Finals in der Saison gewonnen hatte. Bei einem davon, beim Norwich Union Grand Prix am Anfang der Saison, hatte er Davis besiegt. Danach waren sie sich noch zweimal im Halbfinale begegnet, dort war jeweils Davis erfolgreich gewesen.
Es drohte ein einseitiges Finale zu werden, als Davis die ersten 4 Frames gewinnen konnte. Aber im 3. Frame hatte er auch Glück, dass er trotz eines 64-Punkte-Breaks von Parrott den Frame noch stehlen konnte. Nach der Mid-Session-Pause kam es zu einem sehr umkämpften Frame, den endlich einmal Parrott für sich entscheiden konnte. Daraufhin drehte sich das Finale um und mit drei hohen Breaks in Folge schaffte er zum Sessionende den 4:4-Ausgleich. Am Abend startete dann zwar Davis mit einem hohen Break, aber Parrott konterte mit einem 97-Punkte-Break und stellte damit seine von ihm selbst aufgestellte Bestmarke bei diesem Turnier ein. Doch im 11. Frame konnte er seine Chancen nicht nutzen. Davis holte ihn sich und kam wieder in Fahrt. Auch die nächsten drei Frames gingen an den Weltranglistenzweiten und damit gewann er mit 9:5 und verteidigte erfolgreich seinen Titel.
Parrott zeigte sich aber unbeeindruckt von der Niederlage. Schon bei der direkt anschließenden Weltmeisterschaft besiegte er Davis wieder im Halbfinale und holte sich anschließend seinen einzigen Weltmeistertitel.
| Finale: Best of 17 Frames Goffs, Kill, Irland, 7. April 1991                                                                                               |                |              |
| Steve Davis | 9:5            | John Parrott |
| Nachmittag: 77:24, 89:25, 68:65 (64 Parrott), 71:0, 35:47, 22:65 (53), 0:87 (87), 34:78 (53); Abend: 89:39 (65), 0:97 (97), 65:39, 75:0, 79:29 (55), 80:55 |                |              |
| 65 | Höchstes Break | 97           |
| – | Century-Breaks | –            |
| 2 | 50+-Breaks     | 5            |

## Höchste Breaks
6 Spielern gelangen frameentscheidende Breaks von mehr als 75 Punkten. Ein Century-Break wurde nicht erzielt, aber John Parrott kam im Halbfinale und im Finale mit jeweils 97 Punkten in einer Aufnahme zweimal nahe ran. Dafür erhielt er die Zusatzprämie für das höchste Turnierbreak von 3.600 £.
| John Parrott   | 97 (2×) |
| Doug Mountjoy  | 82      |
| Nigel Bond     | 82      |
| Steve Davis    | 81      |
| Jimmy White    | 80, 76  |
| Stephen Hendry | 79      |